# Systoechus stevensoni
Systoechus stevensoni är en tvåvingeart som beskrevs av Hesse 1938. Systoechus stevensoni ingår i släktet Systoechus och familjen svävflugor.
Artens utbredningsområde är Zimbabwe. Inga underarter finns listade i Catalogue of Life.